# 藤原みわ
藤原 みわ（ふじわら みわ、1975年9月12日 - ）は、大阪府豊中市出身の元タレント。元田辺エージェンシーと元ホリプロ所属。身長171cm。

## 来歴
大阪府豊中市出身。大阪芸術大学卒業。1995年のフジテレビ深夜番組『エンタメゆうえんち 東京移住計画』に「ナニワアンズ」の一員として出演したり、ベネトンイメージガールを務めた。1998年、大阪芸大3年生のときに競艇イメージガールユニット「PEEK-A LABEL」としてホリプロに所属し、競艇の広報やレースクイーンとして活動。ホリプロ退所後は上京。2013年10月に第6回ミセス日本グランプリ30代部門グランプリ受賞。

## 人物
趣味は将棋、魚釣り、ボディボード、格闘技観戦。特技はジェットスキー（水上オートバイ）で、小型船舶操縦士資格（4級 → 1級）を有している。

## 出演

### テレビドラマ
- カケオチのススメ（1995年、テレビ朝日）
- 正義は勝つ（1995年、フジテレビ）

### テレビ番組
- エンタメゆうえんち 東京移住計画（1995年 - 1996年、フジテレビ）
- スーパーJOCKEY（日本テレビ）[1]
- タモリ倶楽部1996年、テレビ朝日）

### ラジオ番組
- MBSヤングタウン（1995年 - 1997年、MBSラジオ） - FUJIWARAがメインパーソナリティの曜日（木曜 → 月曜）に出演[3]。

### CM
- 競艇（1998年・1999年、全国モーターボート競走会連合会）- PEEK-A LABELとして[1]。

## ディスコグラフィ

### シングル
- PEEK-A LABEL「START」（1998年1月21日、ポニーキャニオン、PCDA-01030） - 1998 KYOTEI CMソング[4]
- PEEK-A LABEL「High Tension」（1999年3月17日、ポニーキャニオン、PCDA-01145） - 1999 KYOTEI CMソング[5]